# پورتنوف-سور-مر، کبک
پورتنوف-سور-مر (به فرانسوی: Portneuf-sur-Mer) شهری در منطقه شهری لا اوت-کوت-نورد ناحیه کوت-نور در استان کبک کانادا است. در سرشماری سال ۲۰۱۱ این شهر ۸۸۵ نفر جمعیت داشته‌است و مساحت آن ۲۴۱٫۲۳ کیلومتر مربع است.